# Víctor Capacho
Víctor Hugo Capacho Pinto (* 22. února 1968) je bývalý kolumbijský zápasník, reprezentant v zápase řecko-římském. Dvakrát, v roce 1987 a 1991, vybojoval stříbro na Panamerických hrách. V roce 1988 vypadl na olympijských hrách v Soulu ve druhém kole váhové kategorie do 48 kg.